# Шадровский, Виктор Леонидович
Виктор Леонидович Шадровский (16 января 1920, Зуевка, Вятская губерния — 29 июня 2007, Курган) — советский актёр театра, народный артист РСФСР, участник Великой Отечественной войны, гвардии старший сержант.

## Биография
Виктор Леонидович Шадровский родился 16 января 1920 года на станции Зуевка Сезенёвской волости Слободского уезда Вятской губернии, ныне город — административный центр Зуевского района Кировской области. В крестьянской семье было четверо детей. Воспитанием после смерти отца занималась мать.
Окончил школу-семилетку в городе Кирове. В 1937—1938 годах учился в студии при Кировском ТЮЗе.
В ноябре 1938 года был призван в Рабоче-крестьянскую Красную Армию, был курсантом полковой школы 136-го гаубичного полка в городе Благовещенске. После окончания полковой школы ему было присвоено звание младшего сержанта и доверено быть командиром первого орудия, того, что ведет пристрелку цели для всех остальных.
Участвовал в Великой Отечественной войне. С мая 1942 года служил в артиллерийском полку 96-й стрелковой дивизии (7 февраля 1943 преобразована в 68-ю гвардейскую стрелковую дивизию); с апреля 1943 года был командиром орудия 68-й гвардейской стрелковой дивизии, гвардии старший сержант. Был ранен и контужен под Киевом. После излечения, с ноября 1943 года — командир взвода ансамблистов 40-й армии. Закончил войну под Прагой. Демобилизовался в ноябре 1945 года.
Фронтовая газета писала о нём:
Виктор Шадровский по профессии артист. Трудно поверить, что этот человек с весёлой мирной квалификацией так хорошо владеет артиллерийским делом. Но война потребовала от многих советских людей смены квалификации. Вчерашний актёр стал во главе орудия и теперь достойно мстит за свою поруганную Родину.
С 1944 года член ВКП(б), в 1952 году партия переименована в КПСС.
В декабре 1945 — сентябре 1947 года играл в Армавирском театре драмы и комедии имени Луначарского.
В сентябре 1947 — июне 2007 года был актёром Курганского театре драмы. В Курган его позвал друг-фронтовик, актер театра, Василий Петрович Федяшев. Первый спектакль Виктора Шадровского на курганской сцене назывался «Под каштанами Праги». За 60 лет работы в театре сыграл более 400 ролей. Был актёром широкого творческого диапазона, он был убедителен как в амплуа героя, так и в комических и характерных образах. Избирался членом правления Курганского Союза театральных деятелей, Центрального Президиума Всероссийского театрального общества.
Виктор Леонидович Шадровский умер 29 июня 2007 года в городе Кургане. Похоронен на Зайковском кладбище города Кургане Курганской области, участок 121. В 2012 году на его могиле установили памятник, изготовленный на средства сына — Анатолия Викторовича Шадровского, проживающего в Москве.

## Награды и премии
- Орден Отечественной войны II степени, 6 апреля 1985 года[8]
- Орден Красной Звезды, 1 января 1943 года[9]
- Медаль «За боевые заслуги», 22 ноября 1944 года[10]
- Медаль «За оборону Сталинграда», 26 августа 1943 года[11]
- Заслуженный артист РСФСР, 1958 год
- Народный артист РСФСР, 1975 год
- Звание «Почётный гражданин Курганской области», 20 марта 2006 года
- Звание «Почётный гражданин города Кургана», 1990 года
- Доска на доме, где проживает, г. Курган, ул. Ленина, 20 (после скандала с рекламным баннером в 2016 году[12] заменена на мемориальную).
- Почётные грамоты и премии Министерства культуры СССР, РСФСР, ЦК профсоюза работников культуры.

## Память
- Мемориальная доска, город Курган, ул. Ленина, 20. Установлена в 2016 году вместо информационной[13].

## Работы в театре
Сыграл более 400 ролей, среди них:
| Спектакль                           | Роль           |
| ----------------------------------- | -------------- |
| Под каштанами Праги                 |                |
| Ермак                               | Иван Кольцо    |
| Поднятая целина (М. А. Шолохов)     | дед Щукарь     |
| Ревизор (Н. В. Гоголь)              | Хлестаков      |
| Волки и овцы (А. Н. Островский)     | Мурзавецкий    |
| Доходное место (А. Н. Островский)   | Вишневский     |
| Власть тьмы (Л. Н. Толстой)         | Митрич         |
| А зори здесь тихие (Б. Л. Васильев) | Васков         |
| Кашкалдак                           | Палыч          |
| Мадридские воды (Лопе де Вега)      | Пруденсьо      |
| Сёстры                              | Старик-шахтёр  |
| Дядюшкин сон (Ф. М. Достоевский)    | Князь          |
| Двенадцатая ночь (У. Шекспир)       |                |
| Семья Плаховых                      |                |
| Когда лошадь теряет сознание        | слуга          |
| Колея                               | дедушка жениха |

## Семья
Жена Клавдия Григорьевна (15 ноября 1925 — 27 октября 2005), сын Анатолий.